# Idaea tenellaria
Idaea tenellaria là một loài bướm đêm trong họ Geometridae.